# Ladislao de Velasco
Ladislao de Velasco y Fernández de la Cuesta (Vitoria, junio de 1817-Vitoria, enero de 1891) fue un político e intelectual español, alcalde de Vitoria y diputado general de Álava.

## Biografía
Nació en Vitoria en junio de 1817, el día 26 o 27. Era hermano de Juan y Lino. Sus primeros estudios literarios los hizo en el colegio de los jesuitas de la localidad guipuzcoana de Pasajes, donde aprendió latín y griego, francés, religión y moral, retórica, historia, geografía y matemáticas. En el año 1834, pasó a Francia a perfeccionar su educación. Durante su permanencia en Toulouse, amplió sus conocimientos en ciencias, letras y leyes.
Regresó a Vitoria hacia el año 1840 para inaugurar al poco la larga historia de su intervención en la vida pública. El 5 de junio de 1843, fue nombrado vocal de la junta encargada de los monumentos históricos y artísticos, a la que perteneció y prestó servicio hasta su muerte. Asimismo, fue nombrado vocal de la Junta de Instrucción Pública de Álava, que, entre otras labores, acometió la fundación del primer monte pío de maestros. En 1848, fue nombrado vocal de la junta del hospital civil de Santiago, que se amplió en 1855 gracias a su iniciativa. El 1 de enero de 1850, tomó posesión del cargo de concejal del Ayuntamiento de Vitoria, a cuya corporación perteneció en diferentes ocasiones, con diferentes cargos: fue, por ejemplo, procurador síndico en 1850 y 1859 y alcalde presidente en 1865, 1874 y 1877.
En los veintiocho años que prestó servicio como concejal, desempeñó diferentes tareas y acometió variopintos proyectos. De entre ellos, Federico Baráibar resalta en una necrológica para la revista Euskal-Erria los siguientes: el arreglo del cementerio de Santa Isabel; la gestión para el traslado de las monjas de Santa Clara al convento de San Antonio; la confección de un informe para la apertura de la calle de la Estación; el arreglo del teatro; los trabajos estadísticos y financieros para el empréstito de tres millones de reales con motivo de la guerra de África; un proyecto de monte pío para empleados municipales, y un proyecto para erigir un monumento fúnebre a la memoria de Mateo Benigno de Moraza.
También intervino en el gobierno de la provincia, tanto por su cargo de síndico del ayuntamiento, al cual iba anejo el de procurador de la hermandad de Vitoria en las juntas forales, como en concepto de padre de la provincia, título que le fue conferido el 6 de mayo de 1873. Por razón de aquel cargo, desempeñó durante varios meses de 1853 el de diputado general. Por sus méritos, la provincia lo premió el 6 de septiembre de 1872 con el nombramiento de senador, cargo del que tomó posesión el 28 de ese mismo mes.
Se dedicó también a los estudios arqueológicos, algunos de los cuales consignó en libros y folletos. «Unos y otros han sido recibidos con aplauso por la opinión, juzgados favorablemente en diarios y revistas, y consultados y citados con respeto y elogio en cuantas obras se han escrito después sobre la misma materia», aseguraba Baráibar. Entre sus obras más destacadas, se cuentan Biografía de Juan Sebastián del Cano (1860), Los Euskaros (1879), Francia y los estados monárquicos de Europa en 1886 (1886) y Memorias del Vitoria de antaño. Colaboró, asimismo, con el periódico cultural El Lirio, impreso en Vitoria desde 1845 hasta 1847. En los últimos años de vida, fue nombrado académico correspondiente de la de Bellas Artes de San Fernando y de la de la Historia.
Falleció en Vitoria en enero de 1891, el día 22 o el 23.